# Plymouth & West Devon Combination
De North Devon Football League is een Engelse regionale voetbalcompetitie. De competitie bevindt zich op het 12de niveau in de Engelse voetbalpiramide. De kampioen kan promoveren naar de Devon County Football League.
In Plymouth was er tussen de Eerste en Tweede Wereldoorlog de United Churches League dat later de Plymouth Combination werd. Na een fusie met de Plymouth & District League werd het de Plymouth & District League Combination. Na nog 2 fusies met zaterdagleagues ontstond de huidige league.